# Ditrichocorycaeus affinis
Ditrichocorycaeus affinis – gatunek widłonoga z rodziny Corycaeidae. Opisał go w 1916 roku kanadyjski zoolog James Playfair McMurrich, nadając mu nazwę Corycaeus affinis.